# Château d'Escurolles
Le château d'Escurolles est un château situé à Escurolles, en France.

## Localisation
Le château est situé sur la commune d'Escurolles,  dans le département de l'Allier, en région Auvergne-Rhône-Alpes.

## Description
Les bâtiments actuels du château sont organisés selon un plan rectangulaire autour d'une cour intérieure. L'entrée principale est protégée par deux tours prises en œuvre dans le mur d'enceinte. Le portail nord est flanqué de deux tours rondes[réf. souhaitée].

## Historique
Le château a été construit par Jean, bâtard de Bourbon, évêque du Puy, à l'emplacement d'un château plus ancien.
L'édifice est inscrit partiellement (éléments protégés : façades et toitures) au titre des monuments historiques par arrêté du 18 décembre 1980.